# Žernovice
Žernovice é uma comuna checa localizada na região da Boêmia do Sul, distrito de Prachatice.